# Usch (Transkarpatien)
Die Usch (ukrainisch Уж; slowakisch Uh; ungarisch Ung; englisch transkribiert Uzh; der Name geht auf das altslawische Wort už („Schlange“) zurück) ist ein Fluss in der Ukraine und der Slowakei.
In deutschen Quellen war lange eher der ungarische Name Ung geläufig, da Transkarpatien bis nach dem Ersten Weltkrieg zu Ungarn gehörte. Siehe hierzu auch: Geschichte der Karpato-Ukraine.
Die Länge des Flusses beträgt 133 (andere Angaben: 127) Kilometer. Er entspringt auf der karpatischen Wasserscheide zwischen der Oblast Lwiw und Transkarpatien auf dem Uschok-Pass und fließt danach durch die westlichen Ebenen der Oblast Transkarpatien, wo ihm linksseitig die Flüsse Ljuta und Turja zufließen. In der Nähe des Dorfes Storoschnyzja (ukrainisch Сторожниця) bei Uschhorod bildet die Usch auf einem Abschnitt von drei Kilometern die Grenze zur Slowakei, wechselt auf slowakisches Gebiet und mündet dort nach etwa 21 Kilometern bei Drahňov (Bezirk Michalovce) in den Fluss Laborec. Dieser fließt wiederum über Latorica, Bodrog und Theiß in die Donau und damit ins Schwarze Meer.
Zwischen 1919 und 1930 bildete er bis nördlich von Uschhorod den Grenzfluss zwischen den tschechoslowakischen Ländern Slowakei und Karpatenrussland.